# フォトダイオード

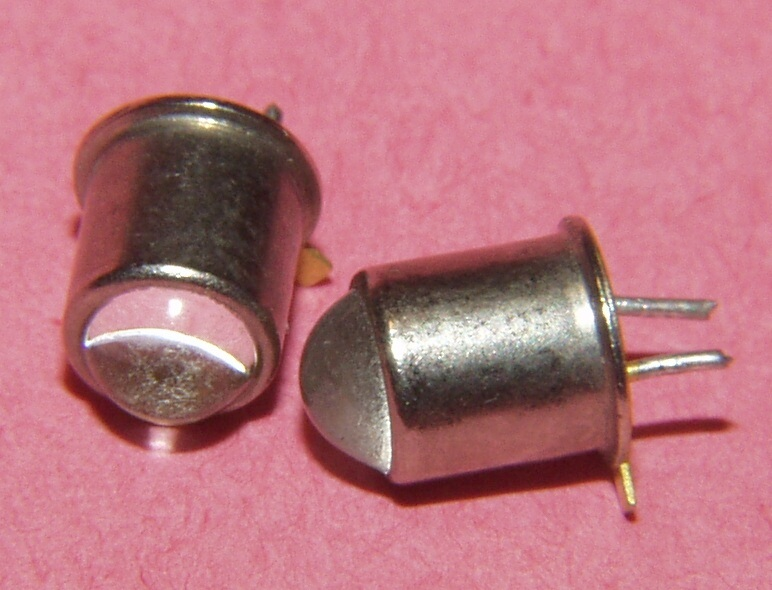
フォトダイオード

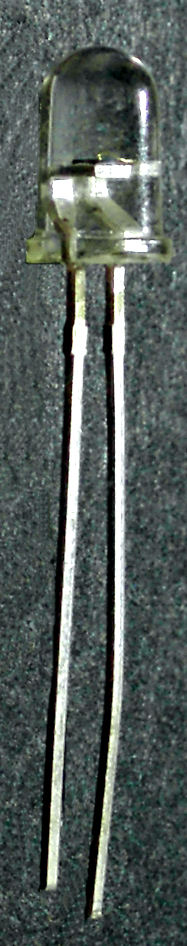
フォトダイオード

フォトダイオード（英: photodiode）は、光検出器として働く半導体のダイオードである。フォトダイオードにはデバイスの検出部に光を取り込むための窓や光ファイバーの接続部が存在している。真空紫外線やX線検出用のフォトダイオードは検出窓が存在しないものもある。
フォトトランジスタは、基本的にはバイポーラトランジスタで、バイポーラトランジスタのベース・コレクターのpn接合に光が到達するようなケースに封入している。フォトトランジスタはフォトダイオードの様に動作するが、光に対してはより高感度である。これは、光子によりベースコレクター間の接合に電子が生成され、それがベースに注入されるからで、この電流がトランジスター動作で増幅される。しかし、フォトトランジスタはフォトダイオードより応答時間が遅い。
ほとんどのフォトダイオードは右の写真の様な形状をしており、発光ダイオードと形状が似ている。2端子（もしくはワイヤー）がそこより出ている。端子の長さの短い方がカソードで、長い方がアノードである。下に回路図が示してあり、電流はアノードからカソードの方向に矢印の向きに流れる。

## 動作原理
フォトダイオードはpn接合、もしくは、pin構造を持っている。十分なエネルギーを持った光子がダイオードに入射した際に、それは電子を励起し、自由電子と自由正孔のペアを生成する。もし、光子の吸収が接合部の空乏層で生じるか、空乏層から拡散距離内で生じる場合、これらのキャリアは空乏層のビルトインポテンシャルにより接合部から移動し、光電流が流れる。
フォトダイオードはゼロバイアス(光電池モード？)もしくは逆バイアス(光導電モード？)の元で使用することが可能である。ゼロバイアスのもとでは、ダイオードに入射した光はデバイスを流れる電流となり、光電流と逆向きに流れる「暗電流」とは逆の向きの順方向のバイアスを作り出す。これは、光起電力効果と呼ばれ、太陽電池の基本である。実際太陽電池は大きなフォトダイオードを多数並べたものである。
逆バイアスの印加は電流としてはその方向に僅かにしか流れない(逆方向リーク電流等と呼ばれる)。しかし、重要な点は逆バイアスは空乏層を広げ(それにより反応する領域を広げ)、光電流を強める。この効果を利用した回路は光起電力に基づくものより光に敏感となり、端子間容量も小さくなる。これは、応答速度を上げる効果がある。その一方で、光電池モードでの使用はノイズが小さいと言う特徴がある。
アヴァランシェ・フォトダイオードは同様の構造を持っているが、使用時にはもっと高い逆方向電圧を印加する。この高い電圧により、光により生成したキャリアがアヴァランシェ・ブレークダウンにより増加し、フォトダイオードの内部利得を高める効果がある。これにより、「受光感度」が向上する。

## 材料
フォトダイオードに使用される材料は、検出に使用する光の波長により異なるものが使用される。これは、入射した光が電子と正孔を励起する必要があるため、材料のバンドギャップが光の波長のエネルギー以下である必要があるからである。
一般に使用される材料は以下のとおりである。
| 材料                       | 波長/nm    |
| -------------------------- | ---------- |
| シリコン                   | 190–1100   |
| ゲルマニウム               | 400–1700   |
| インジウム・ガリウム・ヒ素 | 800–2600   |
| 硫化鉛                     | <1000–3500 |

バンドキャップが広いため、シリコン製のフォトダイオードはゲルマニウム製のフォトダイオードより低ノイズであるが、ゲルマニウム製のフォトダイオードは約1 µm近い長波長まで使用することができる。
トランジスタやICは半導体で作製され、pn接合をもっているため、全ての能動素子は潜在的にフォトダイオードとなる可能性がある。特に、小電流に敏感な素子は、光電流が流れるため照明下では正しく動作しない。ほとんどの素子において、これは予期できないものであり、そのため、素子は不透明なパッケージに封入される。パッケージはX線や高エネルギーの放射に対しては不透明ではないため、これらの放射により、ほとんどのICは光電流が流れることにより正常動作をしなくなる。

## 特性
フォトダイオードの重要な特性としては以下のものがある。
受光感度この値は光伝導モードで使用する場合の、入力光のパワーと生成する光電流の比であり、A/Wの単位で表される。受光感度は、量子効率としても知られており、入射した光子と光電子効果で生成されたキャリアの数の比であり、この場合単位無しの量となる。
暗電流光伝導モードで使用している場合に、光の入射が無い時にフォトダイオードを流れる電流。暗電流は、バックグラウンド放射による光電流と、半導体接合を流れる逆方向電流がある。暗電流はフォトダイオードを光の強度を評価するために使用する場合は、校正の要素として考えなければならない。また、この電流はフォトダイオードを光通信システムに利用する場合、ノイズ源となる。
雑音等価入力(NEP) 光電流を作り出すために必要な最小の光パワー、1ヘルツのバンド幅を持つrmsノイズ電流に等しい。関連する特性に「比検出度」がある。これはNEPの逆数(1/NEP)で、「固有比検出度(specific detectivity)」 ({\displaystyle D^{\star }})は、光検出器の面積(A)で規格化した比検出度である。 {\displaystyle D^{\star }=D{\sqrt {A}}}入力換算ノイズ電力はフォトダイオードの検出可能な最低入力パワーとほぼ等しい。
フォトダイオードを光通信システムに使用する場合、これらのパラメータは、光受信器の感度に関連し、これは、受信器においてあるビット誤り率を達成するための最小入力パワーを示している。

## 用途

フォトダイオードの回路図記号

PN接合型のフォトダイオードは、フォトレジスタ、CCD、光電子増倍管の様な他の光検出器と同じ用途に使用される。
フォトダイオードは、コンパクトディスクプレイヤー、煙検出器、ビデオテープレコーダやテレビのリモコンの受信装置の様な一般用途の電子素子に利用される。
カメラの露出計（光度計）、無線時計(あたりが暗いと、表示部を暗くするもの)、街灯の様な他の一般用途のアイテムにおいては、原理的に両者とも利用可能ではあるが、光検出器の方が良く使用される。
フォトダイオードは科学的用途や工業的用途における光強度の正確な測定において利用される。フォトダイオードはフォトレジスタより線型的な応答を示す。
これらは、様々な医学的用途に広く使用される。例えば、(シンチレータと一緒に)断層X線写真器や、(免疫試験の様な)検体を調べる装置の検出部がある。また、血液中のガス濃度検出器にも使用される。
PINダイオードはpn接合ダイオードより高速で高感度である。そのため、光通信システムや光制御に利用される。
PNフォトダイオードは極端な低光量の測定には使用されない。代わりに、高感度が必要であれば、アバランシェ・フォトダイオード、CCD、光電子増倍管が使用され、天文学、分光器、暗視装置、光波測距儀などが用途としてある。

### 光電子増倍管との比較
光電子増倍管と比較した場合の利点は
1. 照射された光に対して出力電流が高線型性を示す。
2. シリコンの場合、190 nmから1100 nm、他の材質の場合、長波長に対して、応答を示す。
3. 低ノイズ
4. 機械的ストレスに強い
5. 低コスト
6. 小型、低重量
7. 長寿命
8. 高い量子効率、約80 %
9. 高電圧を必要としない

光電子増倍管と比較した場合の欠点は
1. 面積が小さい
2. 内部利得がない(アヴァランシェ・フォトダイオードは除くが、この場合でも、光電子増倍管の利得108と比較して、102 – 103程度の利得しかない)
3. 全体的に見ると感度が低い
4. 光子の数を数えるには、特殊な方法が必要。通常、冷却したフォトダイオードと特殊な電子回路を用いる。
5. 応答時間が遅い

### pn接合とpin構造フォトダイオードの比較
1. i層のため、PINフォトダイオードは逆バイアス(Vr)の印加が必要である。Vrは空乏層幅を広げ、電子・ホールペアの大量の生成を可能とし、バンド幅の増加による容量を減少させる。
2. Vrはノイズ電流ノイズも増加させ、S/N比を悪化させる。したがって、逆方向バイアスは、高バンド幅用途や広いダイナミックレンジが必要な用途に使用するべきである。
3. PNフォトダイオードは、低光量への用途に適切である。これは、PNフォトダイオードはバイアスを印加しない動作が可能であるためである。

## 使い方

### 逆バイアスを掛ける方法
カソード側にVcc側、アノード側にGND側に接続する。(逆バイアスと言う。この時必要に応じて電流制限抵抗を挿入すること)。　光が入らない時は、普通のダイオードのように動作する。　しかし、光が入るとカソードからアノードへ電流が流れ始める。　
V-I特性のグラフで見ると、全体的に−V側に下がる形になる。

## フォトダイオードのアレイ
フォトダイオードは光センサーの中では高速・高感度の部類に属し、かつ素子を並べることにより並列検知が可能である。受光部を2分割したフォトダイオードは光ディスクレーザー光線のサーボトラッキング用に、一列に並べた数百から数千のフォトダイオードアレイがセキュリティー用途向けX線スキャナや高速液体クロマトグラフィーの吸光度検出器などに使用されている。なおCMOSやCCDのセンサーでは順次走査しかできないため、高速かつ同時性を要求される用途では利用できない。